# 十勝郡
十勝郡（日语：／ Tokachi gun */?）為日本北海道十勝綜合振興局的郡，位於十勝綜合振興局東部。
郡名來自阿伊努語的「tokap-us-i」（乳房的地方）或「to-ka-p-ci/to-ka-o-p-ci」（湖泊附近乾枯的地方）。

## 轄區
轄區包含1町：
- 浦幌町

## 沿革

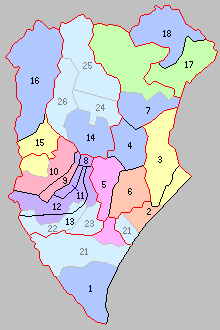
北海道一・二級町村制施行時十胜郡下辖町村（2.大津村 3.生刚村 右黄：浦幌町 橙：中川郡丰幌町 21.广尾郡大樹町）

- 1869年8月15日：北海道設置11國86郡，十勝國十勝郡成立。
- 1897年11月：北海道實施支廳制，十勝國十勝郡隸屬河西支廳之管轄，此時十勝郡下轄大津村、長臼村、鼈奴村、十勝村、生剛村、愛牛村。[2]（6村）
- 1906年4月1日：（2村）
  - 生剛村、愛牛村合併為生剛村，並成為北海道二級村。
  - 大津村、長臼村、鼈奴村、十勝村、中川郡旅來村的部份區域和當緣郡當緣村的部份區域合併為大津村，並成為北海道二級村。
- 1912年4月10日：生剛村改名為浦幌村。
- 1943年6月1日：北海道一級二級町村制廢止，浦幌村、大津村改為內務省指定村。
- 1946年10月5日：指定町村制廢止。
- 1954年4月1日：浦幌村改制為浦幌町。（1町1村）
- 1955年4月1日：大津村廢村，轄區被分割後分別被併入浦幌町、廣尾郡大樹町和中川郡豐頃村（現在的豐頃町）。（1町）

## 美食
- 十勝燒豬